# هرمون
اِرِمون یا هِرِمون یا ایرمان (Éiremón) برپایه اسطوره‌های ایرلندی پسر میل اسپان بود که در پیروزی میلزی‌ها بر ایرلند همراهی داشت و تواتا ده‌دنان را تیلتیو شکست داد.
پس از پیروزی بر جزیره، هرمون و برادرش هبر فین، این سرزمین را میان خویش بخش کردند، جنوب جزیره به هبر رسید و شمال به هرمون. ولی هبر از این بخشبندی ناخرسند بود می‌پنداشت که بخش پست‌تر به وی رسیده‌است. پس به جنگ با برادر پرداخت ولی در جنگ کشته شد. هرمون پایتختش را شهر تارا گذاشت. وی برای چهار استان لینستر، مانستر، اولستر و کناخت پادشاهانی گمارد. پس از مرگ وی سه پسرش به جانشینی او رسیدند.